# Packet Data Convergence Protocol
Das Packet Data Convergence Protocol (PDCP) ist ein im Mobilfunk auf der Luftschnittstelle eingesetztes Layer 2 Protokoll. Das Protokoll wird von 3GPP für UMTS in TS 25.323, für LTE in TS 36.323 und für 5G New Radio (NR) in TS 38.323 spezifiziert.
PDCP liegt im Protokoll-Stack oberhalb der Radio Link Control (RLC)-Schicht.
PDCP wird zum Übertragen von IP Daten als auch zum Übertragen von Kontrollinformationen des RRC Protokolls benutzt.
PDCP bietet den höheren Schichten folgenden Funktionen an:
- Transport von Nutzinformationen (user plane data)
- Transport von Kontrollinformationen
- Komprimierung von Header-Informationen, z. B. mittels ROHC
- Verschlüsselung
- Integritätssicherung.